# Sky Valley
Sky Valley és una població dels Estats Units a l'estat de Geòrgia. Segons el cens del 2000 tenia 221 habitants.

## Demografia
Segons el cens del 2000, Sky Valley tenia 221 habitants, 112 habitatges, i 81 famílies. La densitat de població era de 28,2 habitants/km².
Dels 112 habitatges en un 11,6% hi vivien nens de menys de 18 anys, en un 67,9% hi vivien parelles casades, en un 4,5% dones solteres, i en un 26,8% no eren unitats familiars. En el 25% dels habitatges hi vivien persones soles el 16,1% de les quals corresponia a persones de 65 anys o més que vivien soles. El nombre mitjà de persones vivint en cada habitatge era d'1,97 i el nombre mitjà de persones que vivien en cada família era de 2,3.
Per edats la població es repartia de la següent manera: un 9,5% tenia menys de 18 anys, un 2,3% entre 18 i 24, un 8,1% entre 25 i 44, un 34,4% de 45 a 60 i un 45,7% 65 anys o més.
L'edat mediana era de 64 anys. Per cada 100 dones de 18 o més anys hi havia 88,7 homes.
La renda mediana per habitatge era de 44.750 $ i la renda mediana per família de 57.500 $. Els homes tenien una renda mediana de 41.875 $ mentre que les dones 13.750 $. La renda per capita de la població era de 31.511 $. Entorn del 5,6% de les famílies i el 4,8% de la població estaven per davall del llindar de pobresa.

## Poblacions més properes
El següent diagrama mostra les poblacions més properes.